# كورت نيمفيوس
كورت نيمفيوس (بالإنجليزية: Kurt Nimphius)‏ مواليد 13 مارس 1958 في ميلواكي، هو لاعب كرة سلة أمريكي سابق. بدأ مسيرته الاحترافية في سنة 1980. تم اختياره من قبل فريق دنفر ناغتس خلال الدرافت. يبلغ طوله 6 قدم 10 بوصة (2.1 م). اعتزل اللعب في 1991. أحرز خلال مسيرته في الإن بي إيه 3602 نقطة بمعدل 6.4 نقاط في المباراة الواحدة.

## المسيرة الاحترافية
لعب مع دالاس مافيريكس من سنة 1981 إلى 1986، ثم لعب مع لوس أنجلوس كليبرز في سنة 1987، ثم لعب مع ديترويت بيستونز في سنة 1987، ثم لعب مع سان أنطونيو سبرز في موسم 1987–1988، ثم لعب مع كانارياس لكرة السلة في الدوري الإسباني في موسم 1988–1989، ثم لعب مع فيلادلفيا سفنتي سيكسرز في موسم 1989–1990، ثم لعب مع فيرتوس روما في الدوري الإيطالي في موسم 1990–1991.

## روابط خارجية
- كورت نيمفيوس على موقع إن بي أي (الإنجليزية)
- كورت نيمفيوس على موقع سبورتس رفرنس (الإنجليزية)
- كورت نيمفيوس على موقع الدوري الإسباني لكرة السلة (الإسبانية)
- كورت نيمفيوس على موقع كلية كرة السلة في سبورتس رفرنس.كوم (الإنجليزية)
- كورت نيمفيوس على موقع ريلجم (الإنجليزية)
- كورت نيمفيوس على موقع بروبوليرز (الإنجليزية)
- كورت نيمفيوس على موقع سبورتس رفرنس (الإنجليزية)